# Nokere Koerse 2024
Nokere Koerse 2024 vond plaats op woensdag 13 maart met de 78e editie voor de mannen en vijfde editie voor de vrouwen. De start was in Deinze, de finishstreep lag in Nokere. Bij de mannen won Tim Merlier voor de derde keer op rij, ditmaal voor Fabio Jakobsen en Jasper Philipsen. Abram Stockman van TDT-Unibet won de bergprijs. Bij de vrouwen won Lotte Kopecky voor de tweede keer op rij. Haar ploeggenote Lorena Wiebes werd net als vorig jaar tweede. De Amerikaanse Lily Williams werd derde.

## Mannen
De wedstrijd begon met een vroege ontsnapping van zes man. Vijf Belgen, Abram Stockman (TDT-Unibet Cycling), zijn oude ploegmaat Yentl Vandevelde en diens huidige ploeggenoot Victor Verouillie (Sport Vlaanderen), Alex Vandenbulcke (Tarteletto-Isorex), Aaron Van der Beken (Bingoal), en de Spanjaard Unai Zubeldia (Euskaltel-Euskadi) namen maximaal 3,5 minuut voorsprong. De karavaan schrok even wakker van een loslopend paard dat gelukkig vlug van de weg af liep. Na drie uur koersen was de vlucht bijna gegrepen en begon Stockman aan een solo waarmee hij een half uur extra vooruit bleef. Op 37 kilometer van de streep werd hij ingerekend.
Nadat de solist was gegrepen volgde een spervuur van aanvallen. Onder meer Daan Hoole en Mathias Vacek (Lidl-Trek), Stefan Küng (Groupama-FDJ), Jasper Philipsen (Alpecin-Deceuninck), Tom Van Asbroeck (Israel-Premier Tech) en Ethan Hayter (INEOS Grenadiers) lieten zich van voren zien. Met nog zo'n dertig kilometer te gaan, viel Stockman bij het ingaan van de laatste ronde nogmaals aan. Hij won daarmee de bergprijs en een tankkaart van 1500 Euro. Vlak voor de laatste 20 km gleed de op kop rijdende Kim Heiduk (INEOS Grenadiers) in een bocht uit. Heiduk en de achter hem rijdende Hoole doken een greppel in.
Met nog 4,7 km te gaan sprong Tim Wellens (UAE Team Emirates) op een kasseistrook weg voor een solo van slechts drie kilometer, want het peloton liet hem niet gaan. Jonas Rickaert (Alpecin-Deceuninck) sleurde het peloton richting de sprint. Na zijn beurt liet hij zich door de groep naar achteren zakken. Toen hij werd ingehaald door Tim Merlier (Soudal Quick-Step), maakte de naast hem rijdende Pascal Ackermann (Israel-Premier Tech) een plotselinge slingerbeweging. Hierdoor kwakte hij Merlier tegen zijn vroegere leadout aan. Rickaert werd omvergekegeld en nam onder meer de hele sprinttrein van Intermarché-Wanty mee naar de grond. Zo ontstond een kopgroep van 10 man.
De ketting van Merlier was bij de botsing deels afgelopen, waardoor hij van achter de kopgroep, de laatste kasseistrook tot de finish naderde. Op het gladde wegdek vlak voor de strook, plaatste Merlier een demarrage. De rest van de kopgroep moest zich op de kasseien op gang trekken. Merlier nam zo'n grote voorsprong, dat hij nog voor de streep kon juichen en uitbollen. Achter hem sprintten Fabio Jakobsen en Jasper Philipsen naar de tweede en derde plek.

### Uitslag
| Plaats  | Naam             | Ploeg                     | tijd     |
| ------- | ---------------- | ------------------------- | -------- |
| Winnaar | Tim Merlier      | Soudal Quick-Step         | 4u21'59" |
| 2       | Fabio Jakobsen   | Team dsm-firmenich PostNL | z.t.     |
| 3       | Jasper Philipsen | Alpecin-Deceuninck        | z.t.     |
| 4       | Pascal Ackermann | Israel-Premier Tech       | z.t.     |
| 5       | Simone Consonni  | Lidl-Trek                 | z.t.     |
| 6       | Tom Van Asbroeck | Israel-Premier Tech       | z.t.     |
| 7       | Maikel Zijlaard  | Tudor Pro Cycling Team    | z.t.     |
| 8       | Milan Menten     | Lotto Dstny               | z.t.     |
| 9       | Hugo Hofstetter  | Israel-Premier Tech       | + 4"     |
| 10      | Pavel Bittner    | Team dsm-firmenich PostNL | z.t.     |

## Vrouwen
De wedstrijd van de vrouwen was de vijfde editie en was onderdeel van de UCI Women's ProSeries 2024. Titelverdedigster was Lotte Kopecky (SD Worx-Protime) en ze domineerde ook deze editie.
Het peloton was een uur en een kwartier onderweg, toen de eerste poging om weg te rijden werd ondernomen door Sofia Bertizzolo (UAE ADQ). Op de Holstraat dichtte Kopecky het gat in een mum van tijd. Bertizzolo moest vijf minuten later op de Petegemberg lossen. Kopecky haalde een voorsprong van een halve minuut, maar na een vlucht van bijna een half uur, op 60 kilometer voor het einde, liet ze zich terugzakken in het peloton. Hierop volgden verschillende aanvalspogingen en kopgroepjes die allemaal strandden.
Op de Lange Ast trok Kopecky door. Met ploeggenote Lorena Wiebes, Sofie van Rooijen (VolkerWessels) en Chiara Consonni (UAE ADQ) in haar wiel, ging ze met dubbele snelheid over de laatste kopgroep heen. Boven aan de helling moest Van Rooijen het wiel loslaten. Op dat moment kon Lily Williams (Human Powered Health) nog naar het wiel van Wiebes toe rijden. Arlenis Sierra (Movistar) kon Williams wiel niet houden, maar sprong later nog als enige naar de kopgroep toe.
Op de kasseien van Doorn, met de wind schuin van voren, versnelde Kopecky nog eens. Williams mocht het achtervolgende werk alleen opknappen en kwam niet dichterbij. Op de Doorn reden uit het achtervolgende groepje, Emma Norsgaard, Floortje Mackaij (beiden Movistar) en Van Rooijen weg. Twee kilometer later, op vijf kilometer van de meet, sloten ze bij de volggroep aan. Nu mochten Norsgaard en Mackaij het werk opknappen, maar Kopecky was en bleef weg.
Kopecky won solo, voor de tweede keer op rij. Haar ploeggenote Lorena Wiebes werd net als vorig jaar tweede. Zij sprong op het laatst uit het groepje. Van Rooijen leek tweede te worden, maar Williams kon vlak voor de finish nog over haar heen komen. De tactieken van Movistar werkten niet, de drie rensters kwamen op kleine afstand binnen. Fauve Bastiaenssen (Lotto Dstny) won een minuut later de pelotonsprint.

### Uitslag
| Plaats  | Naam                  | Ploeg                | tijd     |
| ------- | --------------------- | -------------------- | -------- |
| Winnaar | Lotte Kopecky         | SD Worx-Protime      | 3u15'55" |
| 2       | Lorena Wiebes         | SD Worx-Protime      | + 17"    |
| 3       | Lily Williams         | Human Powered Health | + 18"    |
| 4       | Sofie van Rooijen     | VolkerWessels        | z.t.     |
| 5       | Arlenis Sierra        | Movistar             | + 22"    |
| 6       | Floortje Mackaij      | Movistar             | + 37"    |
| 7       | Emma Norsgaard        | Movistar             | z.t.     |
| 8       | Fauve Bastiaenssen    | Lotto Dstny          | + 1'13"  |
| 9       | Marthe Truyen         | Fenix-Deceuninck     | z.t.     |
| 10      | Kathrin Schweinberger | Ceratizit-WNT        | z.t.     |

1944 · 1945 · 1946 · 1947 · 1948 · 1949 · 1950 · 1951 · 1952 · 1953 · 1954 · 1955 · 1956 · 1957 · 1958 · 1959 · 1960 · 1961 · 1962 · 1963 · 1964 · 1965 · 1966 · 1967 · 1968 · 1969 · 1970 · 1971 · 1972 · 1973 · 1974 · 1975 · 1976 · 1977 · 1978 · 1979 · 1980 · 1981 · 1982 · 1983 · 1984 · 1985 · 1986 · 1987 · 1988 · 1989 · 1990 · 1991 · 1992 · 1993 · 1994 · 1995 · 1996 · 1997 · 1998 · 1999 · 2000 · 2001 · 2002 · 2003 · 2004 · 2005 · 2006 · 2007 · 2008 · 2009 · 2010 · 2011 · 2012 · 2013 · 2014 · 2015 · 2016 · 2017 · 2018 · 2019 · 2020 · 2021 · 2022 · 2023 · 2024 · 2025
Lijst van beklimmingen
Ronde van Valencia ·
Figueira Champions Classic ·
Ronde van Oman ·
Clásica de Almería ·
Ronde van de Algarve ·
Ruta del Sol ·
Ardèche Classic ·
Drôme Classic ·
Kuurne-Brussel-Kuurne ·
Trofeo Laigueglia ·
Nokere Koerse ·
Milaan-Turijn ·
GP Denain ·
Bredene Koksijde Classic ·
Grote Prijs Miguel Indurain ·
Scheldeprijs ·
Brabantse Pijl ·
Ronde van de Alpen ·
Ronde van Turkije ·
Grote Prijs van Plumelec ·
Tro Bro Léon ·
Ronde van Hongarije ·
Vierdaagse van Duinkerke ·
Boucles de la Mayenne ·
Ronde van Noorwegen ·
Circuit Franco-Belge ·
Brussels Cycling Classic ·
Dwars door het Hageland ·
Ronde van België ·
Ronde van Slovenië ·
Ronde van het Qinghaimeer ·
Ronde van Wallonië ·
Arctic Race of Norway ·
Ronde van Burgos ·
Ronde van Denemarken ·
Ronde van Duitsland ·
Maryland Cycling Classic ·
Ronde van Groot-Brittannië ·
Grote Prijs van Fourmies ·
GP Industria & Artigianato-Larciano ·
Coppa Sabatini ·
Grote Prijs van Wallonië ·
Ronde van Luxemburg ·
Super 8 Classic ·
Ronde van Langkawi ·
Ronde van het Münsterland ·
Ronde van Emilia ·
Parijs-Tours ·
Coppa Bernocchi ·
Ronde van de Drie Valleien ·
Ronde van Piemonte ·
Ronde van het Taihu-meer ·
Ronde van Veneto ·
Japan Cup ·
Veneto Classic
Wielerweek van Valencia · 
Nokere Koerse · 
Dwars door Vlaanderen · 
Brabantse Pijl · 
Clásica Féminas de Navarra · 
GP Ciudad de Eibar ·  
Ronde van Thüringen · 
GP Stuttgart · 
Ronde van Emilia · 
Ronde van de Drie Valleien